# فلمار
فلمار (بالألمانية: Vellmar) هي بلدة، مدينة و بلدة ألمانية تقع في ألمانيا في كاسل. يقدر عدد سكانها بـ 18,250 نسمة .

## المدن التوأمة
مدن تسيل أم زيه، Bewdley و Szigetszentmárton هي مدن توأمة لـفلمار.